# Вретлинг, Давид
Давид Вретлинг (швед. David Wretling; 1901, Умео — 1986, Стокгольм) — шведский скульптор.
Сын мебельного фабриканта Отто Вретлинга, в молодости также занимался изготовлением штучной мебели. Изучал скульптуру под руководством Карла Миллеса, учился также в Италии и Франции. Работал над скульптурным оформлением ряда заметных шведских церквей, в том числе Церкви Святого Георгия в Стокгольме. Автор городских скульптур, установленных в различных шведских городах, — так, скульптура «Новые крылья» установлена в городах Сала и Фальчёпинг, а также в стокгольмском аэропорту Арланда, скульптура «Первая лодка» — в городе Сигтуна на берегу озера Меларен и в Стокгольме в парке Нобеля.